# Abbas Beydoun
Pour les articles homonymes, voir Beydoun.
Abbas Beydoun (arabe : عباس بيضون), né en 1945, est un poète, romancier et journaliste libanais. Il est considéré comme l'un des plus importants poètes d'expression arabe contemporains.

## Biographie
Abbas Beydoun naît en 1945 dans le village de Sur près de Tyr dans le Sud-Liban. Son père était professeur. Beydoun étudie à l’université libanaise à Beyrouth et à la Faculté des lettres de Paris. Il a été profondément influencé par le poète français Pierre Jean Jouve et le poète grec Yannis Ritsos. Dans sa jeunesse, il milita dans les rangs de la Gauche libanaise. Son engagement le mena à deux reprises en prison, en 1968 au Liban et en 1982 en Israel. Il dirige aujourd'hui les pages culturelles du quotidien beyrouthin, As-Safîr.

## Œuvres traduites en français
- Le poème de Tyr, [« Sūr »], trad. de Kadhim Jihad, Arles, France, Actes Sud, coll. « Sindbad », 2002, 56 p.  (ISBN 2-7274-3700-5)[1]
- Douze écrivains libanais : les belles étrangères : anthologie, coll., Paris, Éditions Verticales/CNL, 2007, 206 p., 1 DVD  (ISBN 978-2-07-078628-2)
- Tombes de verre : et autres poèmes, trad. de Madona Ayoub, Antoine Jockey et Bernard Noël, Arles, France, Actes Sud, coll. « Sindbad », 2007, 142 p.  (ISBN 978-2-7427-6702-1)
- Portes de Beyrouth : et autres poèmes, [« Abwāb Bayrūṯ »], trad. de Nathalie Bontemps, Arles, France, Actes Sud, coll. « Sindbad », 2009, 115 p.  (ISBN 978-2-7427-8361-8)
- Les Miroirs de Frankenstein, [« Abwāb Bayrūṯ »], trad. de Nathalie Bontemps, Arles, France, Actes Sud, coll. « Sindbad », 2013, 160 p.  (ISBN 978-2-330-01635-7)